# Бюро у справах індіанців

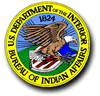
Емблема Бюро у справах індіанців

Бюро у справах індіанців (англ. the Bureau of Indian Affairs, BIA) — агентство Федерального уряду США всередині Департаменту внутрішніх справ США, засноване 11 березня 1824 року і відповідальне за територію 225,0 тис. км2, переважно це — територія американських індіанців, індіанських племен індіанців Аляски. Окрім основних функцій, Бюро займається освітою 48 тис. індіанців.